# Salvador Rodríguez
Salvador Rodríguez Morales (ur. 6 sierpnia 2001 w Morelii) – meksykański piłkarz występujący na pozycji lewego obrońcy, od 2024 roku zawodnik Mazatlán.